# Pascal Canfin
Pascal Canfin (Arras, 22 agosto 1974) è un giornalista e politico francese.

## Carriera politica
Ha ricoperto l'incarico di europarlamentare dal 2009 al 2012, quando rassegnò le dimissioni per entrare a far parte dei governi Ayrault I e Ayrault I, quale ministro delegato allo sviluppo nell'ambito del ministero degli affari esteri. Tornò al Parlamento europeo nell'ultimo scorcio della VII legislatura, dal maggio al giugno del 2014.
È stato rieletto europarlamentare nel 2019 e per la nuova legislatura ricopre la carica di  presidente della commissione per l'ambiente, la sanità pubblica e la sicurezza alimentare.

## Opere
Nel 2013 è uscito il suo libro, Quello che le banche non dicono, Editore Castelvecchi.